# Asociación Entre Amigos de Sevilla

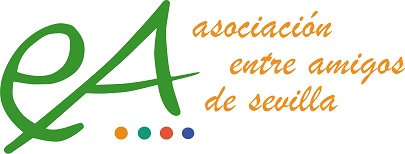
Logotipo de la Asociación Entre Amigos de Sevilla

La Asociación Entre Amigos de Sevilla es una organización sin ánimo de lucro que trabaja desde 1985 por la mejora de las condiciones de vida de los vecinos y vecinas del Polígono Sur (Sevilla) a través de proyectos educativos, comunitarios, trabajo con infancia, familias y formación para el empleo. Además, Entre Amigos dispone de colaboradores por toda la ciudad de Sevilla y ha recibido diversos premios como el Reconocimiento al Mérito en el Ámbito Educativo por la Delegación Provincial de Educación de Sevilla en 2007 o el reconocimiento como Entidad Promotora del Voluntariado por la Delegación de Familia, Asuntos Sociales y Zonas de Especial Actuación del Ayuntamiento de Sevilla en 2012.

## Historia
La Asociación Entre Amigos de Sevilla nace en octubre de 1985 con el objetivo de paliar el desempleo juvenil de la época. Por ello, desde los años ochenta la asociación crea diversos recursos de formación para el empleo como Escuelas Taller, casas de oficio, talleres ocupacionales o Programas de Garantía Social.
En el año 1992, la Delegación Provincial de Bienestar Social le concede el Servicio de Atención al Menor (SAM), desde donde se atiende a familias de Polígono Sur, fundamentalmente de la barriada Martínez Montañés, intentando mejorar su orden familiar, cuidado de los menores y relación con los servicios públicos y privados de la zona.
En el año 2009 publicó en colaboración con la Universidad Pablo de Olavide de Sevilla y la Cámara de Comercio de Sevilla la investigación "El fracaso escolar y la exclusión social de los jóvenes en el Polígono Sur de Sevilla".

## Intervención en la actualidad
Importantes organizaciones sin ánimo de lucro como Educo, la Obra Social la Caixa, la Fundación Barenboim-Said Archivado el 11 de abril de 2020 en Wayback Machine., la Fundación Banco de Alimentos de Sevilla, la Asociación de Emisoras Municipales y Ciudadanas de Andalucía de Radio y Televisión (EMA-RTV) o la Red de Medios Comunitarios (ReMC), además de administraciones públicas como la Junta de Andalucía o el Ayuntamiento de Sevilla colaboran hoy en día con la Asociación Entre Amigos de Sevilla.
El control y seguimiento del absentismo escolar, la gestión de escuelas de verano, la ayuda a los menores y familias sin recursos, el trabajo educativo con adultos o la intervención comunitaria son algunos de los ámbitos de actuación de la asociación. La intervención social también se realiza en el ámbito de la creación de empleo, formando parte de la Red de Empleo de Polígono Sur y habiendo creado dos empresas con sede en el barrio: el Catering Social Abrecaminos del Sur, y Jacaranda Agricultura Ecológica.
Entre Amigos facilita la intervención del voluntariado social en Polígono Sur, así como participación ciudadana mediante la gestión de proyectos de comunicación comunitaria como Radio Abierta Sevilla.
Aunque son muchas las intervenciones que actualmente desarrolla en el todo el barrio, la asociación es conocida en toda la ciudad por su reparto solidario de flores y verduras ecológicas, con cientos de colaboradores de Sevilla capital y algunos municipios como Alcalá de Guadaíra, Utrera o Dos Hermanas.